# Église Saint-Jacques-le-Majeur de Milly-Lamartine
L'église Saint-Jacques-le-Majeur de Milly-Lamartine est une église située sur le territoire de la commune de Milly-Lamartine dans le département français de Saône-et-Loire et la région Bourgogne-Franche-Comté.

## Historique
L'église romane Saint-Jacques-le-Majeur a été bâtie, initialement, au XIIe siècle, comme l’attestent la travée sous clocher qui subsiste encore de nos jours, reconnaissable à ses imposants contreforts, et la partie ouest de la nef. 
L’architecture de l’édifice témoigne des nombreux remaniements qu’il a subis au fil des siècles. Le clocher a, ainsi, probablement été reconstruit au XIIIe siècle, tandis que la partie orientale de la nef et le chœur remonteraient au XVe ou au XVIe siècle. 
Au XXIIIe siècle, l’escalier au sud permettant de monter au clocher et la flèche de ce dernier furent édifiés. La première travée de la nef est également surélevée.

## Protection
Elle fait l'objet d'un classement au titre des monuments historiques depuis le 13 avril 1929.

## Mobilier
Elle conserve le banc de la famille Lamartine (maison d'enfance d'Alphonse de Lamartine à proximité).
Le clocher abrite l'une des plus anciennes cloches du diocèse d'Autun, fondue en 1558.

## Culte
Édifice consacré du diocèse d'Autun relevant de la paroisse Saint-Vincent-en-Val-Lamartinien (siège à La Roche-Vineuse) – qui en est affectataire au titre de la loi de 1905 –, l'église de Milly-Lamartine est, plusieurs siècles après sa construction, un lieu de culte catholique.